# Неедлый, Арношт
Арношт Неедлый (чеш. Arnošt Nejedlý; 22 мая 1883 — 20 июня 1915, Гамбург или Сновидов) — чешский легкоатлет, выступавший в беге на средние и длинные дистанции и в марафонском беге. Участник летних Олимпийских игр 1908 года.

## Биография
Арношт Неедлый родился 22 мая 1883 года.
До 1899 года выступал в легкоатлетических соревнованиях за пражскую «Спарту», в 1901—1909 годах — за пражскую «Славию». Был рекордсменом Чехии в беге на 5 и 10 км, 2, 3 и 6 миль.
В 1904—1907 годах четырежды выигрывал 10-километровый забег Беховице — Прага, его лучший результат — 26 минут 28 секунд.
В 1906 году вошёл в состав сборной Богемии на внеочередных летних Олимпийских играх в Афинах. В беге на 5 миль завершил дистанцию, но не попал в шестёрку лучших. В марафонском беге занял последнее, 15-е место, показав результат 3 часа 20 минут 0,2 секунды и уступив 48 минут 36,6 секунды завоевавшему золото Билли Шеррингу из Канады.
В 1908 году вошёл в состав сборной Богемии на летних Олимпийских играх в Лондоне. В беге на 5 миль занял в полуфинале 3-е место с результатом 28 минут 29,8 секунды и уступив попавшему в финал со 2-го места Уильяму Гэлбрейту из Канады. В марафонском беге занял 18-е место с результатом 3:26.38,8, уступив 31 минуту 20,4 секунды завоевавшему золото Джонни Хейзу из США. Также был заявлен в беге на 800 метров, но не вышел на старт.
В том же году выиграл первый в истории марафонский забег на территории Чехии Смихов — Добржиш.
По окончании выступлений работал клерком в фирме ЧКД, в бумажной фирме Fuchs, корабельным стюардом в Англии.
По одним данным, умер в 1917 году в немецком городе Гамбург. По другим данным, участвовал в Первой мировой войне в составе австро-венгерского 28-го пехотного полка. В 1915 году был захвачен в русский плен и считался пропавшим без вести с 20 июня 1915 года, когда пленные находились в районе села Сновидов (сейчас в Бучачском районе Тернопольской области Украины). 25 апреля 1923 года был признан пропавшим без вести.